# Гелен Джонс (плавчиня)
Гелен Джонс (англ. Helen Johns; 25 вересня 1914 — 23 липня 2014) — американська плавчиня.
Олімпійська чемпіонка 1932 року.